# Deutsche Leichtathletik-Meisterschaften 1925
Die 27. Deutschen Leichtathletik-Meisterschaften wurden erstmals in zwei nach Geschlechtern getrennten Wettbewerben veranstaltet: Die Männer ermittelten ihre Meister am 8. und 9. August 1925 in Berlin, die Frauen ihre Meisterinnen am 6. September 1925 in Leipzig.

## Wettbewerbsprogramm
Im Wettkampfprogramm gab es folgende Änderungen:
- Offiziell ins Programm kam der Marathonlauf der Männer, nachdem er vorher über viele Jahre bereits als „Deutscher Marathonlauf“ ausgetragen worden war.
- Ein neuer Wettbewerb bei den Männern war der 25.000-m-Lauf als Bahnwettbewerb, der jedoch nur dreimal durchgeführt wurde.
- Bei den Frauen kam mit dem Dreikampf nun auch ein Mehrkampf ins Programm bestehend aus den Disziplinen 100-Meter-Lauf, Hochsprung und Schlagballwurf, ausgetragen an einem Tag. Ab 1928 wurde dieser Wettbewerb durch den Fünfkampf abgelöst.

## Ausgelagerte Disziplinen
Einige Wettbewerbe wurden ausgelagert:
- Waldlauf (Männer) mit Einzel- und Mannschaftswertung – Hamburg, 5. April
- 25.000 m (Männer) als Bahnwettbewerb – Berlin, 25. August
- Zehnkampf – Leipzig, 5./6. September (im Rahmen des Meisterschaftsprogramms der Frauen)
- Marathonlauf (Männer) – Leipzig, 6. September (im Rahmen des Meisterschaftsprogramms der Frauen)
- 50-km-Gehen (Männer) – Düsseldorf, 25. Oktober

## Rekord
Über 110 Meter Hürden erzielte Heinrich Troßbach (Berliner SC) mit 14,9 s einen neuen deutschen Rekord (DR).

## Ergebnisübersichten
Die folgenden beiden Übersichten fassen die Medaillengewinner und -gewinnerinnen aller Wettbewerbe von 1925 zusammen.

### Medaillengewinner Männer
| Disziplin                                      | Gold                                                                | Leistung             | Silber                                                          | Leistung             | Bronze                                                                  | Leistung              |
| ---------------------------------------------- | ------------------------------------------------------------------- | -------------------- | --------------------------------------------------------------- | -------------------- | ----------------------------------------------------------------------- | --------------------- |
| 100 m                                          | Richard Corts (Stuttgarter Kickers)                                 | 10,6 s000            | Joachim Büchner (SC Viktoria Magdeburg)                         | 10,7 s00             | Helmut Körnig (SC Schlesien Breslau)                                    | 10,7 s00              |
| 200 m                                          | Jakob Schüller (Preussen Krefeld)                                   | 22,0 s000            | Joachim Büchner (SC Viktoria Magdeburg)                         | 22,2 s00             | Werner Wege (VfB Leipzig)                                               | 22,3 s00              |
| 400 m                                          | Reinhold Schmidt (SC Teutonia 99 Berlin)                            | 49,0 s000            | Heinz Steves (Kölner BC 01)                                     | 49,4 s00             | Harry Werner Storz (VfL Halle 1896)                                     | 49,8 s00              |
| 800 m                                          | Otto Peltzer (SC Preußen Stettin)                                   | 1:55,2 min0          | Hermann Engelhard (SV Darmstadt 98)                             | 1:56,6 min           | Martin Osterhoff (Hamburger SV)                                         | 1:56,8 min            |
| 1500 m                                         | Otto Peltzer (SC Preußen Stettin)                                   | 4:02,0 min0          | Herbert Böcher (Kölner BC 01)                                   | 4:02,9 min           | Heinz Otto (VfB Leipzig)                                                | 4:03,9 min            |
| 5000 m                                         | Peter Frandsen (SV Oldesloe)                                        | 15:20,2 min0         | Otto Petri (Hellas Hamburg)                                     | 15:21,6 min          | Jakob Eisbach (FV Bingen)                                               | 15:29,4 min           |
| 10.000 m                                       | Fred Wachsmuth (Berliner SC)                                        | 32:54,0 min0         | Kurt Schneider (TSG Germania Hirschberg)                        | 33:34,0 min          | Heinrich Brauch (Polizei SV Berlin)                                     |                       |
| 25.000 m                                       | Kurt Schneider (TSG Germania Hirschberg)                            | 1:29:42 h            | Alfred Rätze (VfB Luckenwalde)                                  |                      | Arthur Gerull (Duisburg)                                                |                       |
| Marathon                                       | Paul Hempel (SCC Berlin)                                            | 2:48:25,5 h          | Kurt Pohl (SCC Berlin)                                          | 2:50:12 h            | Willi Schumann (SC Komet Berlin)                                        | 2:51:53 h             |
| 110 m Hürden                                   | Heinrich Troßbach (Berliner SC)                                     | 14,9 s DR            | Morgenroth (DSV München)                                        | 15,4 s00             | Hans Steinhardt (Karlsruher FC Phönix)                                  |                       |
| 400 m Hürden                                   | Heinrich Troßbach (Berliner SC)                                     | 55,0 s000            | Willi Schumann (TSV Zehlendorf 88 Berlin)                       | 57,0 s00             | Hans Steinhardt (Karlsruher FC Phönix)                                  |                       |
| 4 × 100 m Staffel                              | DSC BerlinErich Hübner Haltenhoff Leeske Willy Wondratschek         | 42,2 s000            | SC Frankfurt 1880Blum Schmalz Otto Frantz Erich Klähn           | 42,5 s00             | Karlsruher FC PhönixAlex Nathan Kurt von Rappard Otto Faist Robert Suhr | 42,6 s00              |
| 3 × 1000 m Staffel                             | TSV Zehlendorf 88 BerlinWilli Schumann Max Tarnogrocki Fredy Müller | 7:44,5 min0          | Kölner BC 01Wegener Herbert Klotz Herbert Böcher                | 7:45,5 min           | VfB BreslauHeinrich Böselt Werner Friebe Fritz Schoemann                | 7:51,5 min            |
| 50-km-Gehen                                    | Paul Sievert (Neuköllner Sportfreunde)                              | 4:42:31 h            | Bruno Born (Polizei SV Berlin)                                  | 4:43:29 h            | Lissen (SV Union Homberg)                                               | 5:02:41 h             |
| Hochsprung                                     | Max Skorczinski (Polizei SV Berlin)                                 | 1,88 m               | Fritz Huhn (VfB Jena)                                           | 1,82 m               | Fritz Köpke (SC Preußen Stettin)                                        | 1,77 m                |
| Stabhochsprung                                 | Achilles Reeg (TSV Neu-Isenburg)                                    | 3,60 m               | Alfons Bleise (DSC Berlin)                                      | 3,60 m               | Henry Schumacher (SC Victoria Hamburg)                                  | 3,50 m                |
| Weitsprung                                     | Rudolf Dobermann (SC Marienburg Köln)                               | 7,15 m               | Henry Schumacher (SC Victoria Hamburg)                          | 7,04 m               | Martin Hoffmann (VfB Leipzig)                                           | 6,80 m                |
| Kugelstoßen                                    | Georg Brechenmacher (SV Jahn München)                               | 13,81 m              | Ernst Söllinger (ASC Darmstadt)                                 | 13,53 m              | Heinrich Kulzer (DSV München)                                           | 13,02 m               |
| Kugelstoßen beidarmig                          | Georg Brechenmacher (SV Jahn München)                               | 24,63 m              | Gerhard Krellenberg (Hamburger SV)                              | 24,61 m              | Hermann Hänchen (Polizei SV Berlin)                                     | 23,10 m               |
| Diskuswurf                                     | Hermann Hänchen (Polizei SV Berlin)                                 | 42,03 m              | Hans Hoffmeister (Hannover 96)                                  | 41,92 m              | Heinrich Buchgeister (Freiburger FC)                                    | 41,48 m               |
| Diskuswurf beidarmig                           | Hermann Hänchen (Polizei SV Berlin)                                 | 75,70 m              | Heinrich Buchgeister (Freiburger FC)                            | 73,78 m              | Gerhard Krellenberg (Hamburger SV)                                      | 70,22 m               |
| Speerwurf                                      | Walter Lüdeke (DSC Berlin)                                          | 55,71 m              | Willi Hauer (DSD Düsseldorf)                                    | 55,60 m              | Heinrich Buchgeister (Freiburger FC)                                    | 55,49 m               |
| Speerwurf beidarmig                            | Walther Schnurr (Atos Berlin)                                       | 95,81 m              | Walter Lüdeke (DSC Berlin)                                      | 93,77 m              | Oskar Günther (Stuttgarter Kickers)                                     | 85,89 m               |
| Zehnkampf, offiz. Wert. 2. Zeile: 1985er Wert. | Arthur Holz (VfL Charlottenburg Berlin)                             | 559 P (5436 P)       | Walther Schnurr (Atos Berlin)                                   | 529 P (? P)          | Georg Leppke (SV Siemens Berlin)                                        | 503 P (? P)           |
| Waldlauf – ca. 10.000 m                        | Fritz Graßmann (BC Vielau)                                          | 35:06,2 min0         | Willi Boltze (SC Victoria Hamburg)                              | 35:21,2 min          | Willi Dreckmann (Polizei-SV Hamburg)                                    | 35:37,1 min           |
| Waldlauf, Mannschaftswertung                   | Polizei SV HamburgWilli Dreckmann Sandfuchs Karl Tesmer             | 15 P (Plätze 3/9/12) | Polizei SV BerlinHeinrich Brauch Paul Kibbert Wilhelm Tumoszeit | 16 P (Plätze 5/8/13) | SC Victoria HamburgWilli Boltze Heinrich Lütgens Ehlbeck                | 22 P (Plätze 2/14/17) |

### Medaillengewinnerinnen Frauen
| Disziplin         | Gold                                                             | Leistung | Silber                                            | Leistung | Bronze                                         | Leistung |
| ----------------- | ---------------------------------------------------------------- | -------- | ------------------------------------------------- | -------- | ---------------------------------------------- | -------- |
| 100 m             | Elaine Gütschow geb. Kindermann (Akademischer SV Dresden)        | 12,7 s00 | Gundel Wittmann (SCC Berlin)                      |          | Gerda Pöting (Berliner SC)                     |          |
| 4 × 100 m Staffel | Berliner SCLilli Henoch Cläre Voss Charlotte Köhler Gerda Pöting | 53,3 s00 | Dresdensia DresdenKändler Krause Müller Fritzmann | 53,4 s   | Eimsbütteler TVMimi Luxem Leue Lorenzen Lüders |          |
| Hochsprung        | Eva von Bredow (SC Brandenburg Berlin)                           | 1,415 m  | Waltraude Schmidt (Leipziger BC 1883)             | 1,415 m  | Marie Heister (Frisia Wilhelmshaven)           | 1,35 m   |
| Weitsprung        | Herta Aschenbacher (SCC Berlin)                                  | 5,10 m   | Gisela Pöting (Berliner SC)                       | 5,09 m   | Marie Heister (Frisia Wilhelmshaven)           | 4,77 m   |
| Kugelstoßen       | Lilli Henoch (Berliner SC)                                       | 10,91 m  | Anneliese Jacke (SC Viktoria Magdeburg)           | 10,65 m  | Charlotte Mäder (Sportclub Bernau)             | 10,31 m  |
| Diskuswurf        | Milly Reuter (SC Frankfurt 1880)                                 | 25,65 m  | Lilli Henoch (Berliner SC)                        | 25,14 m  | Hesse (SCC Berlin)                             | 24,29 m  |
| Speerwurf         | Margarete Riewe (SCC Berlin)                                     | 30,04 m  | Charlotte Mäder (Sportclub Bernau)                | 28,32 m  | Emmi Haux (SC Frankfurt 1880)                  | 28,09 m  |
| Dreikampf         | Mimi Luxem (Eimsbütteler TV)                                     | 197 P    | Erna Pahl (SCC Berlin)                            | 176 P    | Cläre Voss (Berliner SC)                       | 165 P    |